# Lijst van rijksmonumenten in Hengelo (Gelderland)
De plaats Hengelo (Gelderland) in de gemeente Bronckhorst telt 23 inschrijvingen in het rijksmonumentenregister. Hieronder een overzicht.
| Object | Oorspronkelijke functie?  | Bouwjaar                 | Architect | Locatie            | Coördinaten?                 | Nr.?   | Afbeelding                                                                                                |
| --- | ------------------------- | ------------------------ | --------- | ------------------ | ---------------------------- | ------ | --- |
| Remigiuskerk | Kerk en kerkonderdeel     | ca. 1400 (koor)          |           | Kerkstraat 42      | 52° 3' 8" NB, 6° 18' 38" OL  | 21506  | Meer afbeeldingen                                                                                         |
| Boerderij 'Groot gotink', in traditionele stijl opgetrokken hoeve met in de vensters roedenverdeling                     | Boerderij                 | 1880                     |           | Sarinkdijk 21      | 52° 3' 59" NB, 6° 23' 16" OL | 21508  | Upload foto                                                                                               |
| Het Hof | Boerderij                 | tweede kwart 19e eeuw    |           | Hofstraat 3        | 52° 3' 13" NB, 6° 18' 38" OL | 21509  | Het Hof                                                                                                   |
| Het Regelink | Kasteel, buitenplaats     | 1832 (steen)             |           | Regelinklaan 3     | 52° 3' 31" NB, 6° 19' 6" OL  | 21512  | Meer afbeeldingen                                                                                         |
| Eenvoudig, gepleisterd landhuis even buiten het dorp ten zuiden van de weg gelegen in een romantisch park                | Kasteel, buitenplaats     | tweede kwart 19e eeuw    |           | Ruurloseweg 26     | 52° 3' 12" NB, 6° 18' 53" OL | 21513  | Eenvoudig, gepleisterd landhuis even buiten het dorp ten zuiden van de weg gelegen in een romantisch park |
| Achthoekig gepleisterd bleekhuisje onder rieten tentdak met schoorsteen                                                  | Nijverheid                | ca. 1750                 |           | Steintjesweide     | 52° 3' 4" NB, 6° 18' 50" OL  | 21514  | Meer afbeeldingen                                                                                         |
| Tjootinkshuis | Boerderij                 | begin 19e eeuw           |           | Varsselseweg 43    | 52° 3' 13" NB, 6° 22' 60" OL | 21515  | Meer afbeeldingen                                                                                         |
| Kleine, in baksteen opgetrokken en met baksteen gewelfje afgedekte bakoven, geheel omsloten door een aantal forse beuken | Boerderij                 | begin 19e eeuw           |           | Varsselseweg 43    | 52° 3' 13" NB, 6° 22' 60" OL | 21516  | Meer afbeeldingen                                                                                         |
| De Muldersfluite: voormalig molenaarshuis                                                                                | Woonhuis                  | midden 19e eeuw          |           | Zelhemseweg 44     | 52° 1' 59" NB, 6° 18' 53" OL | 21517  | Upload foto                                                                                               |
| Sint Willibrorduskerk | Kerk en kerkonderdeel     | 1842                     |           | Spalstraat 36      | 52° 2' 59" NB, 6° 18' 33" OL | 514915 | Meer afbeeldingen                                                                                         |
| Landhuis Het Meenink | Kasteel, buitenplaats     | midden 19e eeuw          |           | Meeninklaan 5      | 52° 3' 42" NB, 6° 18' 6" OL  | 521446 | Meer afbeeldingen                                                                                         |
| Het Meenink, tuin en parkaanleg                                                                                          | Tuin, park en plantsoen   | tweede helft 19e eeuw    |           | Meeninklaan bij 5  | 52° 3' 48" NB, 6° 18' 2" OL  | 521447 | Upload foto                                                                                               |
| Het Meenink, kas | Tuin, park en plantsoen   | tweede helft 19e eeuw    |           | Meeninklaan bij 5  | 52° 3' 48" NB, 6° 18' 2" OL  | 521448 | Upload foto                                                                                               |
| Het Meenink, koeienstal                                                                                                  | Boerderij                 | tweede helft 19e eeuw    |           | Meeninklaan bij 5  | 52° 3' 42" NB, 6° 18' 6" OL  | 521449 | Upload foto                                                                                               |
| Het Meenink, koetshuis                                                                                                   | Bijgebouwen kastelen enz. | 1869                     |           | Meeninklaan bij 5  | 52° 3' 42" NB, 6° 18' 6" OL  | 521450 | Upload foto                                                                                               |
| boerderij met varkensstal bij Het Meenink                                                                                | Boerderij                 | 1853-1863                |           | Meeninklaan 7      | 52° 3' 44" NB, 6° 18' 10" OL | 521451 | Meer afbeeldingen                                                                                         |
| Huis Het Zelle | Kasteel, buitenplaats     | 1792                     |           | Ruurloseweg 92     | 52° 4' 8" NB, 6° 22' 37" OL  | 528460 | Huis Het Zelle                                                                                            |
| Het Zelle, historische parkaanleg                                                                                        | Tuin, park en plantsoen   | 18e of mogelijk 17e eeuw |           | Ruurloseweg bij 92 |                              | 528461 | Het Zelle, historische parkaanleg                                                                         |
| Het Zelle, Brandschuur                                                                                                   | Bijgebouwen kastelen enz. | begin 20e eeuw           |           | Ruurloseweg bij 92 |                              | 528462 | Het Zelle, Brandschuur                                                                                    |
| Het Zelle, rechter bouwhuis                                                                                              | Bijgebouwen kastelen enz. | 1787                     |           | Ruurloseweg 92A    | 52° 4' 8" NB, 6° 22' 38" OL  | 528463 | Het Zelle, rechter bouwhuis                                                                               |
| Het Zelle, linker bouwhuis                                                                                               | Bijgebouwen kastelen enz. | 1787                     |           | Ruurloseweg bij 92 |                              | 528464 | Het Zelle, linker bouwhuis                                                                                |
| Het Zelle, toegangshek                                                                                                   | Tuin, park en plantsoen   | 19e/20e eeuw             |           | Ruurloseweg bij 92 |                              | 528465 | Het Zelle, toegangshek                                                                                    |
| Het Zelle, wagenschuur                                                                                                   | Bijgebouwen kastelen enz. | 1825 of ouder            |           | Ruurloseweg bij 92 |                              | 529466 | Upload foto                                                                                               |